# Bunyashiri

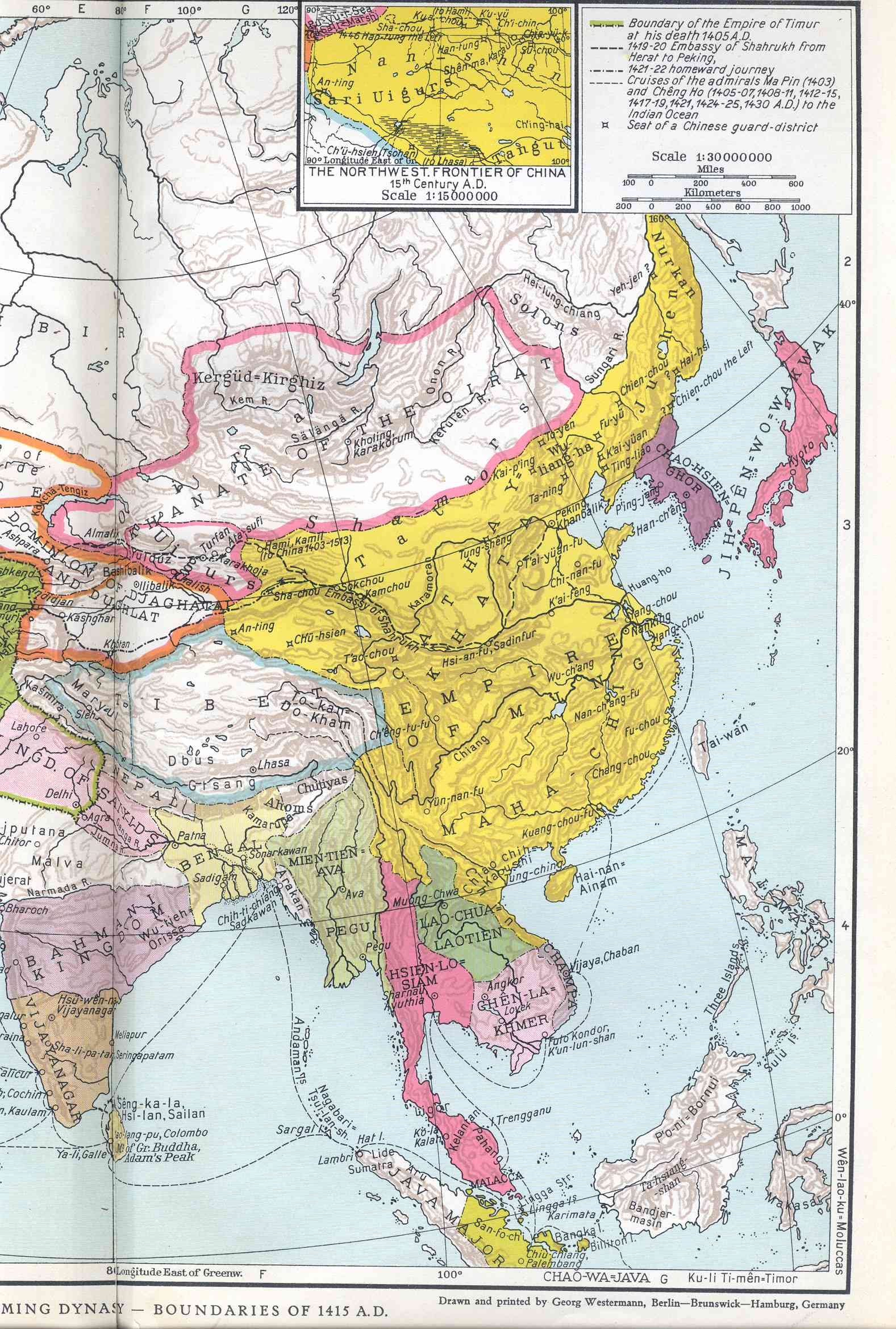
Mongólia pós-imperial no início do século XV, cercada pelo Império Ming e seus tributários

Öljei Temür Khan (em mongol: Өлзийтөмөр хаан ᠥᠯᠵᠡᠶᠢᠲᠡᠮᠦᠷ; chinês tradicional: 完者帖木兒汗), nascido Bunyashiri (chinês: 本雅失里, em sânscrito: प्रज्ञा श्री), (1379–1412) foi um cã da dinastia Yuan do Norte, reinando de 1408 a 1412. Ele era filho de Elbeg Nigülesügchi Khan e sucessor de Gün Temür Khan. Ele foi um dos príncipes Borjigin, como Tokhtamysh e Temür Qutlugh, apoiados por Timur para tomar o trono.

## Início de vida
Tsagaan Sechen conta que Bunyashiri (Buyanshir) nasceu em 1379. Vinte anos depois de seu nascimento, seu pai, Elbeg, foi assassinado pelos Oirats liderados por Bahamu e Ugetchi Khashikha. Mais tarde, Öljei Temür chegou à Ásia Central depois de 1399. Em 1402, Gün Temür Khan foi morto por Örüg Temür Khan ou Guilichi na luta pela coroa.

### Conversão ao islamismo
Devido às lutas internas dos mongóis, o jovem príncipe Bunyashiri fugiu para Beshbalik, onde o governador de Timur estava estacionado. Timur ordenou ao seu governador que o recebesse bem. Bunyashiri converteu-se ao Islamismo enquanto estava na corte de Timur em Samarkand, tornando-se assim Öljei Temür Khan um dos conversos mais notáveis ao islamismo da casa de Kublai Khan.

### Abolição do título dinástico "Grande Yuan" por Guilichi
No entanto, a vitória de Örüg Temür Khan (Guilichi) durou pouco quando ele cometeu vários erros graves. O História de Ming diz que ele substituiu o título de Cã por "Cã Tártaro", alienando muitos outros clãs mongóis que não eram "tártaros". Örüg Temür Khan também aboliu o nome "Grande Yuan" (o nome oficial da antiga dinastia Yuan), porque precisava mostrar gestos amigáveis e de subordinação à dinastia Ming para consolidar seu poder e conquistar outros clãs mongóis. Esse movimento foi totalmente inaceitável para a maioria, senão todos os mongóis que desejavam recuperar sua antiga glória e retomar a China propriamente dita derrotando o Império Ming, que originalmente começou como rebeliões contra a Yuan.

## Ascensão de Bunyashiri
Diante dessa oportunidade, Bunyashiri declarou-se o novo Cã com o título de Öljei Temür (Өлзий төмөр) em Beshbalik em 1403, e a maioria dos clãs mongóis logo se uniu a ele. Arughtai dos Asud reconheceu sua suserania e foi nomeado chingsang (grande chanceler) dele. O parentesco direto de Öljei Temür Khan Bunyashiri com a linha de Gengis Khan reforçou ainda mais sua posição: embora Örüg Temür Khan se declarasse Cã, sua reivindicação não foi reconhecida pela maioria dos clãs mongóis. A corte Ming intensificou sua tática de dividir e governar sobre os mongóis da Yuan do Norte enviando um eunuco, Wan An, para ajudar Bunyashiri. Örüg Temür Khan Guilichi foi logo derrotado e, embora o filho de Guilichi continuasse a lutar pela posição de cã até sua morte em 1425, eles nunca conseguiram representar uma ameaça séria às forças de Bunyashiri, cujo principal inimigo era o Império Ming.
Em 1409, a corte Ming concedeu aos líderes oirates o título de wang (王; rei ou príncipe vassalo), exacerbando o conflito mongol-oirate. Öljei Temür Khan atacou os Quatro Oirats e não conseguiu subjugar seus súditos obstinados.
Depois de saber de um novo governante Borjigin consolidando seu poder sobre os mongóis, o imperador Yongle da Império Ming exigiu a submissão de Öljei Temür Khan. A corte mongol decidiu recusar e reteve o enviado Ming. Arughtai executou outro enviado Ming em 1409. Uma expedição punitiva do Império Ming liderada por Qiu Fu (丘福) foi derrotada e o general e vários outros comandantes perderam a vida nas mãos de Arughtai em 23 de setembro de 1409.

## Guerra contra a dinastia Ming
Em resposta à derrota das forças Ming lideradas por Qiu Fu, o enfurecido imperador Yongle reuniu meio milhão de soldados para lançar uma campanha decisiva contra Öljei Temür Khan Bunyashiri. Antes da batalha, Öljei Temür Khan e Arughtai não conseguiram chegar a um acordo sobre um plano de ação e simplesmente seguiram em direções diferentes. Arughtai decidiu recuar para o leste da Mongólia, enquanto Öljei Temür Khan Bunyashiri seguiu para o oeste e estabeleceu seu ordo (palácio) nas margens do Rio Onon. Ele foi repentinamente forçado a aceitar uma batalha em que o exército Ming obteve uma vitória retumbante, quase dizimando todo o seu exército em 15 de junho de 1410. Öljei Temür Khan Bunyashiri mal conseguiu escapar com vida, acompanhado por apenas sete cavaleiros e seu filho, enquanto todos os demais foram perdidos. Ele tentava chegar ao Canato de Chagatai, onde havia crescido. Aproveitando o erro do Cã, o líder oirate, Mahamud, matou-o em 1412 e instalou seu próprio Cã fantoche, Delbeg (ou Dalbag), no trono em 1413. A morte de Öljei Temür Khan Bunyashiri marcou o declínio temporário da linha Borjigin, e diferentes clãs mongóis lutaram entre si pela supremacia.